# 穆伊
穆伊（法語：Mouy，法語發音：[mwi]）是法国瓦兹省的一个市镇，属于克莱蒙区。

## 地理
穆伊（49°18'57"N, 2°19'10"E）面积9.87 平方千米，位于法国上法蘭西大區瓦兹省，该省份为法国北部内陆省份，北起索姆省，西接厄尔省和滨海塞纳省，南至塞纳-马恩省和瓦兹河谷省，东临埃纳省。
与穆伊接壤的市镇（或旧市镇、城区）包括：翁丹维尔、昂日、泰兰河畔巴拉尼、比里、科维尼、埃耶、穆希勒沙泰勒、于利圣乔治。

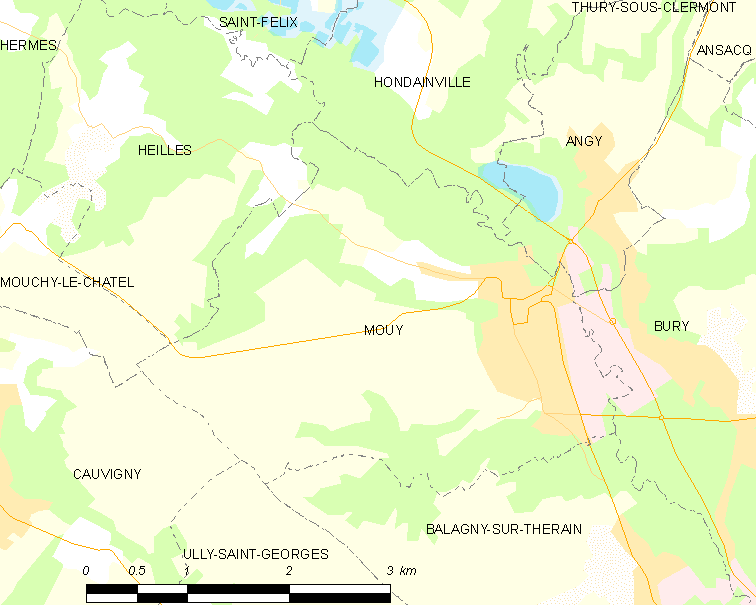
穆伊的OSM定位图

穆伊的时区为UTC+01:00、UTC+02:00（夏令时）。

## 行政
穆伊的邮政编码为60250，INSEE市镇编码为60439。

## 政治
穆伊所属的省级选区为穆伊县。

## 人口

1962-2008年间穆伊人口变化图示

穆伊于2022年1月1日时的人口数量为5339人。